# Conclave dell'ottobre 1187
Il conclave dell'ottobre 1187 venne convocato a seguito del decesso di papa Urbano III. Ne uscì eletto il cardinale Alberto di Morra, che prese il nome di papa Gregorio VIII.

## Antefatti
Papa Urbano III morì a Ferrara il 20 ottobre 1187. Durante i tre giorni successivi al suo decesso i cardinali presenti al suo letto di morte iniziarono le procedure per l'elezione del successore. Vi erano tre candidati al soglio pontificio: Henri de Marsiac, Paolo Scolari e Alberto di Morra. Il Marsiac rifiutò la nomina, lo Scolari venne escluso a causa dei gravi problemi di salute che lo affliggevano in quel periodo e quindi, il 21 ottobre, un giorno dopo il decesso di Urbano III, venne eletto l'ex cancelliere pontificio Alberto di Morra, che prese il nome di Gregorio VIII.

## Il Collegio cardinalizio
Alla morte di papa Urbano III il Collegio cardinalizio contava probabilmente 23 cardinali. Basandosi sulle controfirme delle bolle pontificie del mese di ottobre del 1187 si può ragionevolmente stabilire che all'elezione del successore di Urbano III abbiano partecipato 13 cardinali. Secondo altre fonti invece a quella data il Sacro Collegio contava 34 cardinali, dei quali 23 avrebbero partecipato all'assemblea elettiva del Pontefice. Chacòn include anche Guillaume de Champagne ma questi si trovava molto probabilmente in Francia al momento del conclave al servizio del sovrano francese, così come Ardicio Rivoltella, cardinale diacono di S. Teodoro, risulta deceduto nel corso del 1186. Questo ridurrebbe l'elenco dei cardinali effettivamente presenti a 21.

### Cardinali partecipanti
| Nome                                  | Luogo di nascita        | Titolo cardinalizio                             | Ruolo                                                                                             | Nascita  | Concistoro |
| ------------------------------------- | ----------------------- | ----------------------------------------------- | ------------------------------------------------------------------------------------------------- | -------- | ---------- |
| Konrad von Wittelsbach                | Ducato di Baviera       | Cardinale vescovo di Sabina                     | Decano del collegio cardinalizio; Arcivescovo metropolita di Magonza; Arcicancelliere di Germania | 1125     | 11/1163    |
| Henri de Marsiac, O.Cist.             | Regno di Francia        | Cardinale vescovo di Albano                     | Legato pontificio in Francia; Abate emerito di Chiaravalle                                        | 1136     | 03/1179    |
| Giacinto di Pietro di Bobone          | Stato Pontificio        | Cardinale diacono di Santa Maria in Cosmedin    | Cardinale protodiacono; futuro papa Celestino III nel 1191                                        | 1106     | 02/1144    |
| Rolando Paparoni                      | Repubblica di Pisa      | Cardinale diacono di Santa Maria in Portico     | Vescovo di Dol                                                                                    |          | 03/1185    |
| Paolo Scolari                         | Stato Pontificio        | Cardinale vescovo di Palestrina                 | Arciprete della Basilica Liberiana; futuro papa Clemente III nel dicembre 1187                    | 1130     | 09/1179    |
| Teodobaldo di Vermandois, O.S.B.Clun. | Regno di Francia        | Vescovo di Ostia e di Velletri                  | Abate di Cluny                                                                                    | 1110 ca. | 03/1171    |
| Alberto di Morra                      | Benevento               | Cardinale presbitero di San Lorenzo in Lucina   | Cardinale protopresbitero; eletto papa                                                            | 1100     | 09/1155    |
| Pietro de Bono, C.R.S.M.R.            | Marca di Verona         | Cardinale presbitero di S. Susanna              | Legato pontificio in Sicilia                                                                      |          | 12/1165    |
| Ottaviano Poli dei conti di Segni     | Stato Pontificio        | Cardinale diacono dei Santi Sergio e Bacco      | Legato pontificio emerito in Inghilterra                                                          |          | 06/1182    |
| Ridolfo Nigelli                       | Repubblica di Pisa      | Cardinale diacono di San Giorgio in Velabro     | Legato pontificio                                                                                 |          | 03/1185    |
| Albino da Milano                      | Libero comune di Milano | Santa Croce in Gerusalemme                      | Canonista                                                                                         |          | 06/1182    |
| Giovanni dei Conti di Anagni          | Benevento               | Cardinale presbitero di S. Marco                |                                                                                                   | 1120 ca. | 02/1159    |
| Laborante di Panormo                  | Repubblica di Firenze   | Cardinale presbitero di S. Maria in Trastevere  | Magister in Diritto Canonico                                                                      | 1123 ca. | 03/1171    |
| Andrea Bobone                         | Stato Pontificio        | Cardinale diacono di Sant'Angelo in Pescheria   | Legato pontificio in Francia                                                                      |          | 12/1182    |
| Pandolfo da Lucca                     | Repubblica di Lucca     | Cardinale presbitero dei Santi XII Apostoli     | Magister in diritto canonico                                                                      | 1140 ca. | 06/1182    |
| Pietro Diana                          | Piacenza                | Cardinale diacono di San Nicola in Carcere      | Legato pontificio in Lombardia                                                                    |          | 03/1185    |
| Soffredo Errico Gaetani               | Pistoia                 | Cardinale diacono di Santa Maria in Via Lata    | Legato pontificio in Francia                                                                      |          | 06/1182    |
| Migliore di Pisa, O.S.B.Vall.         | Repubblica di Pisa      | Cardinale presbitero dei Santi Giovanni e Paolo | Camerlengo emerito di Santa Romana Chiesa; Arcidiacono di Laon e Reims                            | 1135 ca. | 03/1185    |
| Adelardo Cattaneo                     | Marca di Verona         | Cardinale presbitero di San Marcello            | Canonico del capitolo della cattedrale di Verona                                                  | 1122     | 03/1185    |
| Gerardo Allucingoli                   | Repubblica di Lucca     | Cardinale diacono di Sant'Adriano al Foro       | Rettore di Benevento; nipote di Lucio III                                                         |          | 06/1182    |
| Graziano                              | Repubblica di Pisa      | Cardinale diacono dei Santi Cosma e Damiano     | Legato pontificio in Inghilterra; nipote di Papa Eugenio III                                      |          | 03/1178    |

### Cardinali assenti
| Nome                   | Luogo di nascita | Titolo cardinalizio                                             | Ruolo                                                                                  | Nascita | Concistoro |
| ---------------------- | ---------------- | --------------------------------------------------------------- | -------------------------------------------------------------------------------------- | ------- | ---------- |
| Guillaume de Champagne | Regno di Francia | Cardinale presbitero di Santa Sabina; Cardinale Protopresbitero | Arcivescovo di Reims; Reggente del Regno di Francia; Arciprete della Basilica Vaticana | 1135    | 03/1179    |
| Rogerio O.S.B. Cas.    | Stato Pontificio | Cardinale presbitero di Sant'Eusebio                            | Arcivescovo metropolita di Benevento                                                   |         | 03/1178    |